# Edgar Vallet
Edgar Vallet (* 26. Juni 2000 in Pontarlier) ist ein französischer Nordischer Kombinierer.

## Werdegang
Vallet, der für CSR Pontarlier startet, gab sein internationales Debüt im Rahmen des Alpencups im März 2014 im heimischen Chaux-Neuve. Bei den Nordischen Skispielen der OPA 2015 in Seefeld belegte er beim Gundersen-Wettkampf der Schüler von der Mittelschanze und über 4 km den vierten Platz. Ein Jahr später wiederholte er diese beiden Platzierungen bei den Junioren-Wettbewerben der OPA-Skispiele 2016 in Tarvisio und Villach. Zum Saisonende debütierte Vallet im März 2016 im Continental Cup, verpasste aber in Chaux-Neuve die Punkteränge. Im Februar 2017 nahm Vallet an den Junioren-Skiweltmeisterschaften in Park City teil, wurde dort allerdings nur für den Sprint nominiert, bei dem er den zwanzigsten Platz belegte. Ein Jahr später in Kandersteg absolvierte er alle drei Wettkämpfe. So wurde er im Einzel Zehnter, im Sprint Elfter, sowie mit der Staffel Fünfter. Eine Woche später gewann Vallet seine ersten Continental-Cup-Punkte, als er im österreichischen Eisenerz die Ränge 18 und 24 erreichte. Im März gab er in Lahti sein Weltcup-Debüt, kam allerdings nicht über den 49. Platz hinaus. Zum Saisonabschluss wurde Vallet in Prémanon französischer Skisprungmeister mit dem Team.
Im Sommer 2018 holte Vallet in Villach seine ersten Punkte im Grand Prix und wiederholte dies zwei Tage später in Oberstdorf. Zu Beginn der Saison 2018/19 versuchte er sich daraufhin erneut im Weltcup, scheiterte zunächst aber an seiner schlechten Sprungform. Deshalb trat Vallet in den folgenden Wochen bei unterklassigen Wettbewerben an, wo er im Alpencup seinen zweiten Sieg einfahren sollte. Diese Leistung konnte er im Continental Cup bestätigen und platzierte sich dort unter anderem in Eisenerz unter den Besten zehn. Zum Saisonabschluss in Schonach wurde Vallet erneut in das Weltcup-Team berufen. Mit einem 27. Platz gewann er seine ersten vier Weltcup-Punkte. Die Saison 2019/20 verlief für Vallet nicht zufriedenstellend. So konnte er bereits im Grand Prix nur vier Punkte gewinnen, ehe er im Weltcup überhaupt kein Anschluss fand. Stattdessen trat er überwiegend im Continental Cup an, wo er ebenso hinter seinen Erwartungen zurückblieb und nur den 37. Platz in der Gesamtwertung erreichte. Bei den Nordischen Junioren-Skiweltmeisterschaften 2020 in Oberwiesenthal belegte er im Gundersen Einzel Rang 26. Gemeinsam mit Maël Tyrode, Mattéo Baud und Gaël Blondeau gewann er zudem mit dem Team überraschend Silber.
Bei den französischen Meisterschaften im Oktober 2020 in Gérardmer belegte Vallet Rang 13. Zum Winterauftakt 2020/21 kam er in Park City im Continental Cup zum Einsatz, wo er bei einem kleinen Teilnehmerfeld zwar Punkte sammelte, allerdings deutlich hinter der Spitze zurückblieb. Mitte Januar stellte er sich in Klingenthal erneut im Continental Cup der Konkurrenz, wo er sowohl im Sprung- als auch im Langlauf einige Defizite aufwies und lediglich die hintersten Ränge belegte. Im weiteren Saisonverlauf kam Vallet bei keinen internationalen Wettkämpfen mehr zum Einsatz und nahm schließlich den 60. Platz in der Continental-Cup-Gesamtwertung ein.
Am 19. Januar 2022 wurde Vallet in das fünfköpfige französische Aufgebot für die olympischen Winterspiele nominiert. Dort kam er nicht zum Einsatz. Beim Gundersen-Wettbewerb in Lillehammer am 7. Dezember 2024 sammelte er erstmals nach fünfeinhalb Jahren wieder Weltcup-Punkte. Bei den Nordischen Skiweltmeisterschaften 2025 in Trondheim belegte Vallet Rang 36 im Compact-Rennen, Platz 40 im Gundersen Einzel sowie den siebten Rang in der Staffel.

## Statistik

### Weltcup-Platzierungen
| Saison  | Platz | Punkte |
| ------- | ----- | ------ |
| 2018/19 | 64.   | 004    |

### Grand-Prix-Platzierungen
| Saison | Platz | Punkte |
| ------ | ----- | ------ |
| 2018   | 040.  | 019    |
| 2019   | 067.  | 004    |
| 2024   | 017.  | 081    |

### Continental-Cup-Platzierungen
| Saison  | Platz | Punkte |
| ------- | ----- | ------ |
| 2017/18 | 70.   | 033    |
| 2018/19 | 53.   | 059    |
| 2019/20 | 37.   | 097    |
| 2020/21 | 60.   | 021    |
| 2021/22 | 78.   | 018    |
| 2022/23 | 30.   | 088    |
| 2023/24 | 16.   | 376    |

### Alpencup-Platzierungen
| Saison  | Platz | Punkte |
| ------- | ----- | ------ |
| 2014/15 | 53.   | 012    |
| 2015/16 | 35.   | 081    |
| 2016/17 | 12.   | 270    |
| 2017/18 | 02.   | 410    |
| 2018/19 | 03.   | 366    |
| 2019/20 | 31.   | 068    |